# Kim Jong-won
Kim Jong-won (kor. 김종원; ur. 20 listopada 1975) – południowokoreański judoka. Olimpijczyk z Atlanty 1996, gdzie zajął dziewiąte miejsce w kategorii do 60 kg.
Siódmy na mistrzostwach świata w 1995. Mistrz Azji w 1997 i trzeci w 1995 roku.

## Letnie Igrzyska Olimpijskie 1996
| Konkurencja | Rundy eliminacyjne    | Rundy eliminacyjne      | Rundy eliminacyjne        | Repasaże              | Klas. końcowa |
| Konkurencja | Przeciwnik I          | Przeciwnik II           | Przeciwnik III            | Przeciwnik I          | Miejsce       |
| ----------- | --------------------- | ----------------------- | ------------------------- | --------------------- | ------------- |
| 60 kg       | Manolo Poulot (CUB) Z | Piotr Kamrowski (POL) Z | Richard Trautmann (GER) P | Natik Bagirov (BLR) Z | 9.            |